# Eugenia adenantha
Eugenia adenantha är en myrtenväxtart som beskrevs av Otto Karl Berg. Eugenia adenantha ingår i släktet Eugenia och familjen myrtenväxter. Inga underarter finns listade i Catalogue of Life.